# Kongenitale Kontrakturale Arachnodaktylie
Die Kongenitale Kontrakturale Arachnodaktylie ist eine seltene angeborene Erkrankung des Bindegewebes mit Beugekontrakturen, Spinnenfingrigkeit (Arachnodaktylie), schwerer Wirbelsäulenverkrümmung, abnormen Ohrmuscheln und einer Unterentwicklung der Muskulatur. Die Erkrankung kann als Form einer Distalen Arthrogrypose angesehen werden.
Synonyme sind: Beals-Hecht-Syndrom; Beals-Syndrom;  Distale Arthrogrypose Typ 9; englisch Congenital contractural arachnodactyly; CCA
Die Namensbezeichnungen beziehen sich auf die Erstbeschreibung  aus dem Jahre 1972 durch den US-amerikanischen Orthopäden Rodney Kenneth Beals und den Pädiater und Humangenetiker Frederick Hecht.

## Vorkommen
Die Häufigkeit wird mit weniger als 1 auf 10,000 angegeben. Die Vererbung erfolgt autosomal-dominant.

## Ursache
Der Erkrankung liegen – zumindest teilweise – ursächlich Mutationen im FBN2-Gen auf Chromosom 6 Genort q23 zugrunde, welches für Fibrillin-2 kodiert.
Da diese Mutation nur bei 25 bis 75 % nachweisbar ist, dürften noch weitere, bislang unbekannte Mutationen eine Rolle spielen.

## Klinische Erscheinungen
Typische klinische Kriterien sind:
- (3) Arachnodaktylie
- (3) Kamptodaktylie
- (3) Ohrmuschelveränderungen („zerknüllt“ aussehend)
- (2)  lange und feine Gliedmaßen
- (2) Trichter- oder Kielbrust
- (2) Zahlreiche angeborene Beugekontrakturen an mehreren großen Gelenken
- (1) Kyphoskoliose, meist zunehmend
- (1) Muskelhypoplasie
- (1) Mikrognathie, Retrogenie
- (1) hoher Gaumen

Die Zahlen in () beziehen sich auf das Scoring-System nach I. Meerschaut.
Häufig liegen auch Marfan-artiger Hochwuchs, Fußdeformitäten sowie gelegentlich blaue Skleren vor.

## Diagnostik
Bereits vor der Geburt kann eine molekulare Pränataldiagnostik erfolgen, im Ultraschall können Bewegungsarmut und Kontrakturen dargestellt werden.
Im Röntgenbild finden sich unspezifisch lange, dünne Röhrenknochen mit schmaler Kortikalis, dünne Rippen, eventuell Verbiegungen.

## Differentialdiagnose
Abzugrenzen ist das Marfan-Syndrom, bei welchem die Kontrakturen und Ohrveränderungen kaum zu erwarten sind. Aneurysmata treten nicht auf.

## Therapie
Eine kausale Behandlung ist nicht möglich, die Symptome der Kontrakturen und Wirbelsäulenverkrümmung können erfolgreich angegangen werden.